# 이성혜
이성혜(李聖惠, 1988년 11월 11일~)는 대한민국의 배우다.

## 학력
- 파슨스 디자인 스쿨 패션디자인 휴학

## 경력
- 2011년 한마음혈액원 헌혈 홍보대사
- 2011년 월드휴먼브리지 홍보대사
- 2012년 국제백신연구소 IVI 홍보대사
- 2018년 제15회 서울국제영화제 홍보대사

## 필모그래피

### 드라마
| 연도 | 방송사 | 제목        | 배역   | 비고 |
| ---- | ------ | ----------- | ------ | ---- |
| 2016 | KBS1   | 빛나라 은수 | 박현아 |      |
| 2017 | SBS    | 귓속말      | 이상미 |      |

### MC
| 연도 | 방송사 | 제목              | 배역 | 비고 |
| ---- | ------ | ----------------- | ---- | ---- |
| 2011 | 채널A  | 김성주의 모닝카페 | 진행 |      |
| 2013 | CGN TV | 토크콘서트 힐링유 | 진행 |      |

## 수상
- 2011년 미스코리아 서울 진(眞)
- 2011년 미스코리아 진(眞)

## 도서
- 2012년 10월 20일 《꽃은 과정으로 피어난다》(ISBN 9788996589747)